# Lestes thoracicus
Lestes thoracicus là loài chuồn chuồn trong họ Lestidae. Loài này được Laidlaw mô tả khoa học đầu tiên năm 1920.